# Primorski vrisak
Primorski vrisak (primorski čubar, bijeli vrisak, krški vrisak, bresina Satureja montana), vrsta iz roda vrisaka, porodica usnača. Kao začin se od davnina koristi kao začinjavanje jela i za konzerviranje mesa. Često se može naći u mješavinama začina pod nazivom provansalske trave (umjesto čubra). Primorski vrisak daje mnogo nektara i cvjetnog praha, te ga pčelari jako vole. Med je zelene boje i teško se kristalizira.

## Izgled biljke
Primorski vrisak je zimzelena trajna grmolika biljka koja naraste do 50 cm visine, uskih i sitnih listova koji su žljezdasto istočkani, poredani u čupercima na okruglim i dlakavim grančicama. Na vrhu grančica razvijaju se bijeli cvjetovi s ljubičastim točkicama, a rjeđe crveni cvjetovi s ljubičastim točkicama. Cvjetovi su složeni obično 3 do 5 na zajedničkoj dršci. Izdanci su zeleni ili blijedozeleni, a u gornjem dijelu više ili manje ljubičasti ili crvenkasti. Stabljika s granama je fino dlakava, pri osnovi odrvenjena, u presjeku okrugla ili malo četvtasta. Biljka ima ugodan aromatični miris.
Vrijeme cvatnje je od srpnja do listopada. Raste na suhim, kamenitim i sunčanim obroncima, s dosta vapnenca, sve do mora. Rasprostranjena je u području mediteranske i submediteranske vegetacije.Kod nas ga ima od Istre do dubrovačkog primorja,te na   otocima.Penje se mjestimično i do oko 1100 metara visine(na Velebitu !) .Osim u Hrvatskoj, može se pronaći na Pirenejskom poluotoku, južnoj Francuskoj, Italiji, Balkanskom poluotoku, Maloj Aziji i oko Kaspijskog jezera. Sabiru se biljka u cvatu i mlade proljetne grančice, u srpnju i kolovozu. Sušimo na toplom i zračnom mjestu u hladu. Suhu biljku pohranimo u staklenku i dobro zatvorimo.

### Srodne vrste
U mediteranskom području srodne vrste su čubar (Satureja hortensis) i planinski vrisak (Satureja subspicata). Smatra se da su sve tri vrste sličnog sastava i djelovanja.

## Vanjske poveznice
- PFAF database - Satureja montana